# Naréna
Naréna est une localité et une commune rurale du Mali, chef-lieu d'arrondissement dans le cercle de Kangaba et la région de Koulikoro.

## Géographie
La localité de Naréna est située de la route nationale RN 5 (axe Bamako-Guinée) à 39 km au sud-ouest de Siby et au nord du chef-lieu de cercle Kangaba. 
| Sobra                | Sobra                | Siby       |
| Balan Bakama         | Naréna               | Bancoumana |
| Benkadi Habaladougou | Benkadi Habaladougou | Karan      |

## Histoire
Naréna est un village historique dont la fondation fait l'objet d'une exploration historiographique, le nom de Naréna signifie Chez Naré, Naré étant le père de Sunjata fondateur de l'empire du Mali.
La commune rurale de Naréna est créée en 1996 en tant que collectivité territoriale.

## Villages et hameaux
La commune s'étend sur 6 localités relevées lors du recensement général de 2009. 
Les villages les plus peuplés sont :
- Naréna (5 954 habitants) ;
- Balacoumana (1 911 habitants) ;
- Kéniéma (1 268 habitants).

La commune est composée de 6 villages, fractions ou quartiers :
- Balancomana
- Keniema
- Naréna
- Samalofira
- Sébécourani
- Socourani

En outre, la commune compte plusieurs hameaux dont : Bayan, Koulaka, Solabougouda, Sodiman, Sabaridougou, Solabougouda et Diallacoro.

## Population
Lors du recensement général réalisé en 2009, l'accroissement annuel de la population communale est estimé à 3,2 % sur la période 1998-2009. La population en 2018 est estimée par la Direction nationale de la population.
| 1998  | 2009   | 2018   |
| ----- | ------ | ------ |
| 8 875 | 12 553 | 16 776 |

## Politique
En 2009, le conseil communal compte 11 élus, le maire est Karamoko Touré.
| Période | Maire élu            | Parti politique |
| ------- | -------------------- | --------------- |
| 2009    | Karamoko Touré       | URD             |
| 2016    | Nambala Daouda Keita |                 |